# برلين (لا كاسا دي بابيل)
برلين (أندريس دي فونولوسا) هي شخصية خيالية في مسلسل نتفليكس لا كاسا دي بابيل قام بدور الشخصيةبيدرو ألونسو. هو سارق جواهر يعاني من مرض عضال وهو الرجل الثاني للبروفيسور وشقيقه.